# Peyton Krebs
Peyton Krebs (né le 26 janvier 2001 à Okotoks, dans la province de l'Alberta au Canada) est un joueur professionnel canadien de hockey sur glace. Il évolue à la position de centre.

## Biographie
Krebs fait ses débuts avec les Ice de Kootenay dans la LHOu à la fin de la campagne 2016-2017. La saison suivante, il termine au premier rang des pointeurs de la ligue chez les recrues avec une récolte de 54 points et au 4e rang des pointeurs de son équipe. 
Le 6 décembre 2018, il devient le 23e capitaine dans l'histoire des Ice et le plus jeune capitaine dans la LHOu. Il conclut la saison 2018-2019 avec un total de 68 points en 64 matchs. 
Il se blesse au talon d'Achille avant la tenue du repêchage d'entrée dans la LNH 2019, mais est tout de même repêché en 1er ronde, 17e au total, par les Golden Knights de Vegas.
Au cours de sa période de rééducation qui s'étire jusqu'au début de la saison 2019-2020, Krebs demeure dans l'entourage des Golden Knights avec qui il s'entraîne avant de signer un contrat d'entrée de 3 ans, le 16 novembre 2019. Quand il reçoit le feu vert des médecins pour effectuer un retour au jeu, il est aussitôt cédé à sa formation junior, les Ice de Winnipeg.
Le 4 novembre 2021, il est échangé aux Sabres de Buffalo avec Alex Tuch, un choix conditionnel de premier tour en 2022 et un choix conditionnel de deuxième tour en 2023 contre Jack Eichel et un choix conditionnel de troisième tour en 2023.

## Statistiques

### En club
| Saison     | Équipe                      | Ligue      |     | Saison régulière | Saison régulière | Saison régulière | Saison régulière | Saison régulière |   | Séries éliminatoires | Séries éliminatoires | Séries éliminatoires | Séries éliminatoires | Séries éliminatoires |
| Saison     | Équipe                      | Ligue      | PJ  | B                | A                | Pts              | Pun              | PJ               | B | A                    | Pts                  | Pun                  |                      |                      |
| 2016-2017  | Ice de Kootenay             | LHOu       | 6   | 1                | 5                | 6                | 0                | -                | - | -                    | -                    | -                    |                      |                      |
| 2017-2018  | Ice de Kootenay             | LHOu       | 67  | 17               | 37               | 54               | 40               | -                | - | -                    | -                    | -                    |                      |                      |
| 2018-2019  | Ice de Kootenay             | LHOu       | 64  | 19               | 49               | 68               | 63               | -                | - | -                    | -                    | -                    |                      |                      |
| 2019-2020  | Ice de Winnipeg             | LHOu       | 38  | 12               | 48               | 60               | 38               | -                | - | -                    | -                    | -                    |                      |                      |
| 2020-2021  | Golden Knights de Vegas     | LNH        | 4   | 0                | 1                | 1                | 0                | -                | - | -                    | -                    | -                    |                      |                      |
| 2020-2021  | Ice de Winnipeg             | LHOu       | 24  | 13               | 30               | 43               | 28               | -                | - | -                    | -                    | -                    |                      |                      |
| 2020-2021  | Silver Knights de Henderson | LAH        | 5   | 1                | 4                | 5                | 0                | -                | - | -                    | -                    | -                    |                      |                      |
| 2021-2022  | Golden Knights de Vegas     | LNH        | 9   | 0                | 0                | 0                | 2                | -                | - | -                    | -                    | -                    |                      |                      |
| 2021-2022  | Silver Knights de Henderson | LAH        | 2   | 0                | 5                | 5                | 4                | -                | - | -                    | -                    | -                    |                      |                      |
| 2021-2022  | Sabres de Buffalo           | LNH        | 48  | 7                | 15               | 22               | 20               | -                | - | -                    | -                    | -                    |                      |                      |
| 2021-2022  | Americans de Rochester      | LAH        | 18  | 4                | 11               | 15               | 12               | 10               | 0 | 11                   | 11                   | 4                    |                      |                      |
| 2022-2023  | Sabres de Buffalo           | LNH        | 74  | 9                | 17               | 26               | 50               | -                | - | -                    | -                    | -                    |                      |                      |
| 2023-2024  | Sabres de Buffalo           | LNH        | 80  | 4                | 13               | 17               | 67               | -                | - | -                    | -                    | -                    |                      |                      |
| Totaux LNH | Totaux LNH                  | Totaux LNH | 215 | 20               | 46               | 66               | 139              | -                | - | -                    | -                    | -                    |                      |                      |

### En équipe nationale
| Année | Équipe        | Compétition                          |   | PJ | B | A  | Pts | Pun               |  | Résultat |
| 2017  | Canada U17    | Défi mondial -17 ans                 | 5 | 1  | 5 | 6  | 2   | Médaille d'argent |  |          |
| 2018  | Canada U18    | Hlinka-Gretzky -18 ans               | 5 | 2  | 3 | 5  | 2   | Médaille d'or     |  |          |
| 2019  | Canada U18    | Championnat du monde moins de 18 ans | 7 | 6  | 4 | 10 | 4   | 4e place          |  |          |
| 2021  | Canada junior | Championnat du monde junior          | 7 | 3  | 5 | 8  | 4   | Médaille d'argent |  |          |